# 豊橋市立栄小学校
豊橋市立栄小学校（とよはししりつ さかえしょうがっこう）は、愛知県豊橋市北山町にある公立小学校。

## 概要
- 山田町、南栄町、小松町、北山町、高師町の一部、弥生町（字東豊和、字西豊和、字中原）などが校区であり、公立中学校の進学先は豊橋市立南部中学校である。
- 校地は旧・大日本帝国陸軍第15師団跡地の一部（旧・豊橋陸軍兵器支廠）である。

## 沿革
- 1952年（昭和27年）4月 - 豊橋市立福岡小学校から分離し、豊橋市立栄小学校として開校。
- 1977年（昭和52年） - 校区の一部が豊橋市立幸小学校に移る。新校舎（鉄筋コンクリート造）が完成する。
- 2021年（令和3年）10月30日 - アイプラザ豊橋にて、創立70周年記念式典が行われた[1]。

## 交通アクセス
- 豊橋鉄道渥美線愛知大学前駅下車、徒歩約7分。
- 豊橋鉄道渥美線南栄駅下車、徒歩約8分。